# 蘭奇利 (緬因州普查規定居民點)
蘭奇利（英語：Rangeley）是位於美國緬因州富蘭克林縣的一個普查規定居民點。

## 人口
根據2020年美國人口普查的數據，蘭奇利的面積為8.11平方千米，當中陸地面積為6.73平方千米，而水域面積為1.38平方千米。當地共有人口590人，而人口密度為每平方千米72.75人。